# Vestre Skoro
Vestre Skoro ou Austra Bleikjo est une île norvégienne du comté de Hordaland appartenant administrativement à Austevoll.

## Description
Située au sud-est de Austre Skoro, au nord-est de Lindholmen et au nord-ouest de Sallaupen, rocheuse et couverte d'une légère végétation, à fleur d'eau, elle s'étend sur environ 65 m de longueur pour une largeur approximative de 62 m. 